# Gimnosofia
Gimnosofia (do grego γυμνός gymnós "nu" e σοφία sophía "sabedoria") foi um movimento e uma filosofia praticada na Europa e Estados Unidos do final do século XIX até a metade do século XX. A prática envolvia nudez, asceticismo, e meditação.

## História
No início do século XX, o termo foi apropriado por vários grupos para denotar uma ampla filosofia que incluía como um pensamento central que o corpo humano nu é uma condição natural e deveria ser amplamente aceitável para o melhoramento da sociedade. Essa filosofia é relacionada estreitamente, e muitas vezes intercambiável, com nudismo e naturismo, e tem estreita conexão com o movimento hippie.
O movimento é conhecido principalmente por três organizações: a English Gymnosophical Society, Société Internationale de Gymnosophie, e a American Gymnosophical Association. Em 1919, o professor de Yoga, Blanche DeVries abriu um Yoga Gymnosophy Institute em Nova Iorque que combinava Dança Oriental e Yoga. A  English Gymnosophical Society foi fundada em 1922 e se tornou The New Gymnosophy Society em 1926. Um dos primeiros membros foi Gerald Gardner, que em 1945 estabeleceu o Five Acres Club, ostensivamente como um clube nudista, mas como uma frente para wiccanos, como isso era ilegal na Inglaterra até 1951. A Societe Internationale de Gymnosophie foi fundada em 1926 na França.
O Dr. Maurice Parmelee (1882-1969), professor de sociologia na City College de Nova Iorque, escreveu de 1923 até 1924 um livro, The New Gymnosophy, o título foi mudado para Nudism In Modern Life em edições posteriores. Ele tomou parte na fundação da American Gymnosophical Association em 1930.
Em 1932, Rochester Gymnosophy League foi fundada em Bushnell's Basin. Em 1933 o Dunedin Gymnosophy Club foi fundado na Nova Zelândia. O bioquímico e historiador Joseph Needham foi conhecido por praticar gimnosofia.
Na última década, a palavra gimnosofia tem começado a ser usada como um termo para uma nova, mais espiritual e holística, cultura do corpo livre.

## A palavra "gimnosofia" na literatura
Um poema do livro Non Serviam (1945) do autor sueco Gunnar Ekelöf é intitulado "Gymnosofisten" ("O Gimnosofista").
No romance Don Quixote: "... em desafio e apesar da própria inveja, e todos os magos que a Pérsia, ou brâmanes que a Índia, ou gimnosofistas que a Etiópia já produziu ..."